# Polyrhachis moesta
Polyrhachis moesta är en myrart som beskrevs av Carlo Emery 1887. Polyrhachis moesta ingår i släktet Polyrhachis och familjen myror. Inga underarter finns listade i Catalogue of Life.